# The Brand New Monty Python Bok
The Brand New Monty Python Bok est le second livre publié par la troupe d'humoristes britanniques Monty Python. Édité par Eric Idle, il fut publié par Methuen Books en 1973 et contenait plus de pièces comiques imprimés que dans Monty Python's Big Red Book.

La jaquette blanche fut imprimée avec des taches d'empreintes digitales réalistes sur sa couverture, menant à plusieurs plaintes et de copies retournées de bibliothèques. Ces plaintes contrastaient par rapport à la polémique créé sur la couverture du livre en lui-même. Le titre de la fausse couverture était Tits 'n Bums (Tétons et fesses), apparaissant comme étant un magazine pornographique avec une photo de plusieurs femmes nues entrelacées en arrière-plan, mais se faisant passé pour un magazine clérical avec des articles tels que « Êtes-vous toujours un bedeau? », et un « regard hebdomadaire sur l'architecture cléricale ». Michael Palin se souvint que: 
« Notre éditeur Geoffrey Strachan nous avait racontés l'histoire d'une vieille libraire de Newbury qui refusait de croire que les empreintes digitales avaient été mis de manière délibérée. 'Dans ce cas, je vais vendre les livres sans leur jaquette', dit-elle, et raccrocha si vite que Geoffrey ne put la prévenir du fait que chaque jaquette cachait une parodie de magazine soft-core. »
Le livre contient une fusion de pièces de style imprimé et de matériel dérivé de sketches du Flying Circus. Des exemples de pièces incluent une série interconnectée de blagues basées sur des figures de styles et une publicité pour l'art martial gallois fictif du Llap Goch, qui affirme être capable d'enseigner des étudiants à devenir plus grand, plus fort, plus rapide, et plus mortel en quelques jours. Des exemples de sketches incluent Sam Peckinpah's "Salad Days" et le sketch de l'agent de voyages, une collection de stéréotypes sur les touristes énervants et les périls du vol aérien intercontinental.
En 1974, une édition paperback fut publiée sous le nom de The Brand New Monty Python Papperbok (sic), incluant le même contenu, mais avec la couverture de Tits 'n Bums en moins. En 1981, ce livre et Monty Python's Big Red Book furent réédités en un livre relié intitulé The Complete Works Of Shakespeare And Monty Python: Volume One - Monty Python (« Les travaux complets de Shakespeare et de Monty Python: Volume Un — Monty Python »). Les éditions paperback de ces trois livres furent rééditées de nouveau en 1986 sous le nom de The Monty Python Gift Boks (« Les livres cadeaux Monty Python »), vendus ensemble dans une couverture extérieure qui se pliait en un mini poster.

## Contenu

### Couvertures
- Tits 'n Bums: A Weekly Look at Church Architecture (couverture, sous la jaquette)
- What People Have Said About The Brand New Monty Python Bok (rabat)
- What Other People Have Said About The Brand New Monty Python Bok (rabat)

### Intérieur
- Ferdean School Library Check-out History
- Safety Instructions
- The Old Story Teller
- Biggles
- Page 6: Film Rights Still Available
- Llap-Goch Advertisement
- Edward Woodward's Fish Page
- The Python Book of Etiquette
- Famous First Drafts
- Advertisements / My Garden Poem
- A Puzzle
- The Bigot Newsletter
- The London Casebook of Detective René Descartes
- Wallpapers
- 16 Magazine
- Summer Madness
- Masturbation: The Difficult One
- Coming Soon: Page 71!
- Python Panel
- The Adventures of Walter the Wallabee
- Mr. April (I've Got Two Legs)
- Competition Time
- World Record Attempt
- World Record Results / Invitations
- The Oxfod Simplified Dictionary
- Drawing Hands
- Film Review: Sam Peckinpah's "Salad Days"
- Rat Recipes
- Rat Menu
- Overland to the World
- This Page is in Colour
- Contents
- African Notebook: "A Lucky Escape"
- How To...
- Only 15 Pages to Page 71
- Norman Henderson's Diary (Insert)
- Sex-Craft (Insert)
- How to Take Your Appendix Out on the Piccadilly Line
- Join the Dots
- Directory
- The British Apathy League
- Let's Talk About Bottoms
- Advertisements / Hobbies
- Page 71
- Reviews of Page 71
- Through the Looking Glass
- The Hackenthorpe Book of Lies
- Fairy Tale
- Ferndean School Report
- The Stratton Indicator
- Play Cheese Shop
- The Official Medallic Commemoration of the History of Mankind
- Anagrams
- Your Stars
- Hamsters: A Warning
- Teach Yourself Surgery
- The Author's Friend by Michael Palin, Age 8 (Arrière du rabat)

## Crédits
- Auteurs - Graham Chapman, John Cleese, Terry Gilliam, Eric Idle, Terry Jones, Michael Palin
- Matériel additionnel - Connie Booth
- Illustrateur - Terry Gilliam
- Illustration additionnelle - Peter Brookes
- Éditeur - Eric Idle
- Design/Graphisme - Kate Hepburn, Lucinda Cowell
- Photographie - Roger Perry, Roger Last, Reinholdt Binder
- Photographie additionnelle - Camera Press, Hulton Picture Library, Barnaby Picture Library, The Mansell Collection, Graphic House Inc.